# 田纳西州州旗
田纳西州州旗由紅底加上內有三顆五角星的藍底標誌，以及右側一藍色直條構成。
三顆五角星代表的是田納西州的三大區域：東田納西、中田納西與西田納西。